# Warduhi Wardanjan
Warduhi Wardanjan (orm. Վարդուհի Վարդանյան; ur. 27 czerwca 1976 w Erywaniu, zm. 10 października 2006 na drodze łączącej Sewan z Martuni) – radziecka i ormiańska wokalistka oraz anglistka.

## Życiorys
W 1986 roku została wokalistką w zespole Nairy Gurdżinjan. Kształciła się w liceum w Erywaniu, które ukończyła w 1992 roku, następnie od 1994 do 1999 roku studiowała na Erywański Państwowym Uniwersytecie Lingwistycznym im. W. J. Briusowa, a w 2003 roku ukończyła studia na Państwowym Konserwatorium w Erywaniu. Pracowała jako nauczycielka języka angielskiego.
W 2006 roku zginęła w wypadku samochodowym na drodze łączącej Sewan z Martuni. Została pochowana na cmentarzu Tochmach w Erywaniu.

## Dyskografia[1]
- Charrnaszpot (2007; pośmiertnie)
- Tolko ty (2007; pośmiertnie)
- 13 jerg nwirwac Warduhi Wardanjanin (2008; pośmiertnie)
- Imn jes (2011; pośmiertnie)

## Wybrane nagrody[1]
- Grand Prix na Międzynarodowym Konkursie w Swierdłowsku (1994)
- tytuł najlepszej śpiewaczki Armenii (1999, 2006)
- II miejsce na Słowiańskim Bazarze (2000)